# Mesorhoea
Mesorhoea is een geslacht van kreeftachtigen uit de klasse van de Malacostraca (hogere kreeftachtigen).

## Soorten
- Mesorhoea bellii (A. Milne-Edwards, 1878)
- Mesorhoea sexspinosa Stimpson, 1871